# 法蘭克·斯卡利斯
法蘭克·斯卡利斯（1893年9月23日—1957年6月17日），本名法蘭西斯可·斯卡利斯（義大利語：Francesco Scalisi，義大利語：[franˈtʃesko skaˈliːzi]），綽號唐·西斯可（Don Ciccio）和怪老頭（Wacky），是一位紐約市的意大利裔美國黑幫，他在1930年至1931年領導未來的甘比諾犯罪家族。他從1951年擔任小老闆，直至他在1957年6月17日被謀殺為止。

## 早年
斯卡利斯於1893年9月23日出生在意大利西西里島的帕勒莫，父母是Vincenzo Scalisi和Emanuela Privetera。他是安東尼·加吉父親的表兄弟，也是加吉的侄子Dominick Montiglio的第三個表兄。1910年代，法蘭克和他的兄弟Thomas、Philip、Jack、Joseph和Giovanni一起移民到美國，在布朗克斯定居。他與Joan結婚，育有五個女兒和一個繼子。他在布朗克斯的小意大利地區經營他的生意。他還在布朗克斯的城市島生活和養家糊口。他參與過許多犯罪活動，並成為布魯克林的薩爾瓦托雷·達奎拉幫派的角頭（Capo）。1928年10月10日達奎拉被殺後，紐約的權力轉移到曼克頓的喬·馬塞里亞幫派。達奎拉的繼任者曼弗雷迪·米尼奧將馬塞里亞與聯盟聯繫起來，並因此與斯卡利斯發生衝突。

## 生涯
1930年11月5日，米尼奧和他的小老闆史提夫·弗里基諾被由薩爾瓦托雷·馬蘭扎諾率領的卡斯泰拉姆馬雷（Castellammarese）西西里人謀殺。斯卡利斯成為了家族的新老大，也是馬蘭扎諾在卡斯泰拉姆馬雷戰爭中的堅定盟友和支持者。
1931年4月15日，當馬塞里亞被殺掉，卡斯泰拉姆馬雷戰爭便結束了。1931年5月，馬蘭扎諾與紐約的老大們會面，他製定和平方案，並組織五大家族。斯卡利斯被確認為其中一個家族的老大（Don）。然而，在1931年9月10日馬蘭扎諾被殺後，新老大查理·盧西安諾強迫斯卡利斯辭去家族老大的職務。他被文森特·曼加諾接替。
1945年9月8日，斯卡利斯協助黑幫本傑明·西格爾在拉斯維加斯開設了火鶴酒店。斯卡利斯後來也參與賭場生意。
在曼加諾的時代，曼加諾曾痛恨艾伯特·阿納斯塔塞與盧西安諾和法蘭克·卡斯特羅的密切關係，特別是他們沒有先征求曼加諾的同意就獲得阿納斯塔塞的服務。這次和其他糾紛導致了激烈的爭吵。
1951年4月19日，曼加諾的弟弟菲利普·曼加諾在布魯克林區的羊頭灣附近被發現死亡。文森特·曼加諾失蹤，他一直沒有被找回，並在十年後他被宣布死亡。人們普遍認為是阿納斯塔塞把他們殺害的。
曼加諾的人死後，阿納斯塔塞成為家族的老大，提拔斯卡利斯為小老大。

## 逝世
1957年6月17日，斯卡利斯在布朗克斯的一個菜市場裡被兩名槍手刺殺，原因是他向出價高的人出售家族成員資格。斯卡利斯的葬禮在布朗克斯的Scocozza殯儀館舉行。警方和聯邦探員都參加了葬禮，布朗克斯地方檢察官傳喚所有的訪客記錄。斯卡利斯被安葬在布朗克斯的伍德朗公墓。
在他去世後，卡羅·甘比諾成為阿納斯塔塞的小老大。
同年9月7日，斯卡利斯的兄弟Joseph被謀殺，9月10日宣布失蹤。根據約瑟夫·瓦拉奇的說法，他是被詹姆斯·史奎蘭特殺死的，因為他威脅要為法蘭克報仇，而他的被殺與他兄弟一樣，都是由阿納斯塔塞下令的。
1959年4月27日，斯卡利斯的兄弟Giovanni被扣作他兄弟被殺的證人，他被釋放，並乘飛機前往巴黎。

## 流行文化
斯卡利斯被殺的事件啟發了《教父》中維托·柯里昂被企圖刺殺的場景，該場景是他在水果攤買水果時被槍擊，並受了重傷。

## 註解
1. ↑  又拼Scalise

## 外部連結
- 在Find a Grave上的Frank Scalice